# 小行星9222
小行星9222（9222 Chubey）是一颗绕太阳运转的小行星，为主小行星带小行星。该小行星于1995年12月19日发现。

## 轨道参数
小行星9222的轨道半长轴为469 336 400 km，3.1372754 UA，离心率为0.177。